# ハーヴェストオーバーレイ
『ハーヴェストオーバーレイ』は、戯画より2014年6月27日に発売されたゲームソフト。
同年、12月19日には、アペンドディスク『ハーヴェストオーバーレイ　リコネクション』が発売され、ヒロインとして京月持子と一条初乃が追加された。
2015年6月25日にはPlayStation Vita版がテイジイエル企画→エンターグラムから発売された。また、2022年11月24日にはPlayStation 4/Nintendo Switch向けのダウンロード版、および『彼女はオレからはなれない』とセットにしたパッケージ版『ハーヴェストオーバーレイ + 彼女はオレからはなれない』が発売された。

## あらすじ
多くの分野で電子化が進んだ近未来、ゲーマーである奥野 薪人のもとに、『ハーヴェスト・オンリアル』というARゲームのクローズドβ版への招待状が届く。かつて『チェリー・ブロッサム』というARゲームで有名になったサイメルコーポレーションの新作ときいた薪人は、期待を胸に、友人らとともにそのゲームをプレイしてみることにした。

### 個別ルート
リリアルート
薪人の妹・澄の友人である三神 リリアは市長をしている父親とメイドのマルヴィナと3人で暮らしていたものの、父親とは喧嘩が絶えなかった。ある時、薪人は感謝の意をこめて、『ハーヴェスト・オンリアル』の重要アイテム「勇者の証」の調達に必須となる「誓いのリング」をリリアに渡す。その際、ナターリアの形見のトランプをもとに戻すというクエストが生じ、それを進める中で薪人とリリアの距離は縮まり、花火大会の日に告白したことで恋人同士となる。リリアはその後のクエストが自分の家族に関することばかりだったことに気づき、父親に母親のことを尋ねたところ、父親に監禁されてしまう。
そして、リリア救出が最終クエストとして出され、すべてのプレイヤーが薪人の敵に回ってしまう。薪人のゲーム友達・黄金井 莉央の協力を得て薪人はマルヴィナと対峙し、リリアの救出に成功する。
小町ルート
薪人の先輩である八剣小町は、実家の八剣道場で門下生を教えるほどの腕前があり、学園でも「暴れ竜」の異名で知られていた。一方、『チェリー・ブロッサム』においては薪人とは夫婦関係にあった。さて、彼女には姉の都子がおり、剣道でもゲームでも勝てる相手ではなかった。
澄ルート
薪人は澄に「誓いのリング」を渡すも、それが呪われていたため、2人は解呪に奔走する。その中で、薪人は澄との幼少期の思い出を思い出したり、彼女のことを意識するようになり、ついには近親相姦へと発展する。周囲の目を気にしてひそかに付き合っていたが、澄は事情を知らないリリアに注意され、大喧嘩になる。
ゆうかルート
最終章に相当するルートであり、リリア・小町・澄ルートに張られていた伏線が回収される。
以下はアペンドディスク『リコネクション』で追加されたシナリオである。
初乃ルート
ある日、薪人はゲームセンターで一条初乃という年下の少女と出会う。臆病な彼女だったが、『ハーヴェスト・オンリアル』では「死の魔女プルミエ」という強気なキャラクターを演じており、ゲーム内で鉢合わせた薪人を「下僕」として連れまわすうちに、それ以上の関係へと発展する。ところが、ゲーム内で莉央を泣かせてしまったことで彼女は再び心を閉ざそうとする。過去のトラブルを聞いた薪人は次世代部のメンバーと引き合わせたうえで、「誓いのリング」を渡す。そこへ、『ハーヴェスト・オンリアル』のガイドを務めるドロット（サポートAI）のローレライが現れ、彼女が行動を共にしているドロットのブリニクルが正規の存在ではなく、彼を通じてベータ版『ハーヴェスト・オンリアル』に登録した初乃も不正行為者になることを告げる。初乃に問いただされたブリニクルは、彼女を利用していたことを明かし、2人は別れてしまう。
その後、初乃はブリニクルの言葉が真意でないことに気づく。どうすることもできずにいた矢先、ラストクエストが発生し、次世代部の面々が扮したラスボス戦隊マシュマロンジャーと対決する。一人で悪戦苦闘していた矢先、莉央率いるゴールド団が助太刀に入り、マシュマロンジャーを撃破する。これにより、初乃と薪人は結ばれる。これによりベータ版『ハーヴェスト・オンリアル』は終わり、ブリニクルは笑顔で消滅する。
莉央ルート
莉央は薪人の部屋でレトロゲームをしていたが、やがて『ハーヴェスト・オンリアル』上への戦いに発展する。
持子ルート
『チェリー・ブロッサム』の作者・京月 持子は両親からの虐待に加え、養親の菱村にも裏切られた経験から引きこもっていた。持子が自分たちの同級生だと知った薪人は、究極のゲームを作るという彼女の夢をかなえるには、現実世界を知ってもらうべきだと判断し、持子を学校に通わせる。当初は怖がっていた持子だったが、女子たちとの交流を通じて明るさを取り戻し、その流れで薪人と付き合うことになった。
薪人は持子の別人格のファナに焚きつけられる形で同棲生活をすることになり、持子のもう一つの別人格・結有も召使役で登場することになった。同棲生活から数日後、彼女の心のトラウマについて聞こうとした矢先、『ハーヴェスト・オンリアル』のクエスト「メディカルセンターにあるフルダイブシステムで持子の記憶を体験せよ」が発生する。薪人は菱村本人と会いながらも、クエストを実行し、持子を信じさせることは不可能だと判断する。そして、ファナに「死ぬまで一緒にそばにいられたら勝ち」という条件を変更するよう要求し、ファナも持子の説得を受けて了承する。
かくして、2人は恋人同士となったが、その矢先、薪人のラストクエストが発生し、持子はいきなりその場を去る。彼はファナとともに持子を探す。

## 登場人物
奥野 薪人（おうの まきと）
本作の主人公であるゲーマーの少年。かつて『チェリー・ブロッサム』にのめりこんでいたが、サービス終了に伴い、他のゲームに興味を抱けなくなるほどの無気力に陥っていた。
八剣道場に通っており、剣技の腕はそれなりにある。
両親が海外にいるため、義妹の澄といとこ兼保護者である瑠璃と三人暮らし。
珠姫 ゆうか（たまき ゆうか）
声 - 上田朱音
薪人が海で出会った転校生。かなりの楽天家で、楽しませるためならばおかしなこともする人物。
三神 リリア（みかみ りりあ）
声 - 桃井いちご
市長の娘で、澄の友人。全てにおいて自らが秀でているという自信を持っているが、隙を突かれるのには弱い。それでいて素直な人物でもある。
奥野 澄（おうの すみ）
声 - 小倉結衣
薪人の妹で、かなりのブラコン。コンピュータ関連については優秀な成績をおさめている。
八剣 小町（やつぎ こまち）
声 - 御苑生メイ
薪人の先輩。必要最低限のことしか話さないが、得意分野に関しては饒舌になる。また、厄介ごとは最初話し合いで解決しようとしては、結局武力で解決するということが多い。
京月 持子（きょうげつ もちこ）
声 - ヒマリ
『チェリー・ブロッサム』の作者。薪人とは同級生だが、全く授業に顔を出したことがなかったため、薪人ですら彼女がクラスに在籍していることを知らなかった。過去に辛い経験をしており、極度の人間不信に陥っているため引きこもり生活を長く続けている。
黄金井 莉央（こがねい りお）
声 - 百瀬ぽこ
薪人のゲーム友達で、対抗意識を燃やしている。お調子者で、自らが有利になると調子に乗り、不利になると弱気になる。八剣道場に通っており、よく小町に捕まる。
美作 瑠璃（みまさか るり）
声 - 羽高なる
薪人らの通う学園の保健医で、奥野兄妹の母方のいとこにあたる。職業柄性知識に詳しい。
ローレライ
声 - 藤咲ウサ
『ハーヴェスト・オンリアル』のガイドを務めるドロット（サポートAI）。見た目は手のひらサイズ人魚。頼んでもいないのにいろいろなことを喋る上プレイヤーはスキップすることができないため、うっとおしがられる。
マルヴィナ・クルサード
声 - 芹園みや
リリアのメイド。
紅三千院郷 静香姫（くれないさんぜんいんきょう しずかひめ）
声 - たなかりお
『ハーヴェスト・オンリアル』のプレイヤーらしき人物。奇抜な衣装とアイマスクのせいで中二病を抱えているようにも見える。本名は『八剣都子』で、小町の姉である。
菱村 正宗（ひしむら まさむね）
声 - 永倉新八
薪人が海で出会う釣り人。

### 『リコネクション』追加キャラ
一条初乃（いちじょう ういの）
声 - 野上結生
隣町の学園に所属しており、澄達と同学年。優等生であるが、ハーヴェストのβテストに参加し露出の高い魔女衣装を手に入れて以来、S気質のキャラになりきってしまい、次々とPK行為を繰り返すうちに「死の魔女」として名を知られる存在になってしまう。
ブリニクル
声 - 八幡七味
『ハーヴェスト・オンリアル』の初乃のガイダンスドロットであり同時に、意志ある武装具で必要な時に変身、初乃の武器（鎌）となる。小悪魔のような姿をしており、斬られるとほぼ即死という反則的な性能を持つ。

## スタッフ
- 原案 - 砥石大樹
- シナリオ - 砥石大樹、ギハラ、龍岳来、玉城琴也
- キャラクターデザイン・原画 - うすめ四郎、にろ
- SDキャラクターデザイン・原画 - うすめ四郎
- 音楽 - ALVINE
- ムービー制作 - 神月社 (Mju:z)

## 主題歌
1stオープニングテーマ「Another reality」
作詞・作曲 - 琉姫アルナ / 編曲 - ALVINE / 歌 - nao
2ndオープニングテーマ「Lies and Truth」
作詞・作曲 - 琉姫アルナ / 編曲 - ALVINE / 歌 - KEiNA
1stエンディングテーマ「Connect new World」
作詞・作曲 - 琉姫アルナ / 編曲 - ALVINE / 歌 - KEiNA
2ndエンディングテーマ/Lastエンディングテーマ「Utopia」
作詞・作曲 - 琉姫アルナ / 編曲 - ALVINE / 弦楽 - TAM / 歌 - MALiA